# Piaskoskoczka somalijska
Piaskoskoczka somalijska (Ammodillus imbellis) – gatunek ssaka z podrodziny myszoskoczków (Gerbillinae) w obrębie rodziny myszowatych (Muridae).

## Zasięg występowania
Piaskoskoczka somalijska występuje w Somalii i wschodniej Etiopii.

## Taksonomia
Gatunek po raz pierwszy zgodnie z zasadami nazewnictwa binominalnego opisał w 1898 roku brytyjski zoolog William Edward de Winton nadając mu nazwę Gerbillus imbellis. Holotyp pochodził z Goodar w Somalii. Jedyny przedstawiciel plemienia Ammodillini, które opisał w 1981 roku rosyjski zoolog Igor Pawlino oraz rodzaju piaskoskoczka  (Ammodillus) który opisał w 1904 roku brytyjski zoolog Oldfield Thomas.
Pierwotnie takson ten został opisany jako gatunek w obrębie rodzaju Gerbillus, ale później umieszczony w nowym rodzaju w oparciu o unikalne cechy czaszki. Jest gatunkiem rzadkim, a jego pokrewieństwo filogenetyczne nie zostało zbadane w oparciu o analizy molekularne. Morfologicznie Ammodillus leży u podstawy linii Gerbillinae, co uzasadnia utworzenie plemienia Ammodillini. Autorzy Illustrated Checklist of the Mammals of the World uznają ten takson za gatunek monotypowy.

### Etymologia
- Ammodillus: gr. αμμος ammos „piasek”; rdzeń -dillus używany w wielu nazwach rodzajów myszoskoczków[9][3][10].
- imbellis: łac. imbellis „pokojowy, niewojowniczy”[10].

## Morfologia
Długość ciała (bez ogona) 84–105 mm, długość ogona 129–150 mm, długość ucha 14–16 mm, długość tylnej stopy 26–29 mm; masa ciała 31 g. 